# 5839 GOI
5839 GOI este un asteroid din centura principală de asteroizi.

## Descriere
5839 GOI este un asteroid din centura principală de asteroizi. A fost descoperit pe 21 septembrie 1974 la Observatorul de Astrofizică din Crimeea de Nikolai Cernîh. El prezintă o orbită caracterizată de o semiaxă mare de 2,76 ua, o excentricitate de 0,08 și o înclinație de 17,0° în raport cu ecliptica.